# Aéroport de Trévise
L’aéroport de Trévise (en italien : Aeroporto di Treviso-Sant'Angelo), encore appelé aéroport Antonio Canova, est un aéroport situé à 3 km de Trévise, en Vénétie code IATA : TSF • code OACI : LIPH. Il est géré par l'Aer Tre S.P.A.
L'aéroport a accueilli un peu plus de 3 millions de passagers en 2017.
L'aéroport a créé plusieurs différends des habitants des centres urbains de Quinto di Treviso et Treviso donnés par des vols à basse altitude, ainsi que la proximité de la zone protégée du parc naturel régional de la rivière Sile.

## Situation

### Carte des aéroports en Italie
| \| 100 km1:7 506 000 \| Abruzzes Alghero Ancône Bari Bergame Bologne Bolzano Brescia Brindisi Cagliari Catane Comiso Grosseto Coni Elbe Florence Foggia Gênes Lamezia Terme Lampedusa Milan L. Milan M. Naples Olbia Palerme Pantelleria Parme Pérouse Pise Reggio de Calabre Rimini Rome C. Rome F. Salerne Trapani Trévise Trieste Turin Venise Vérone |
| 100 km1:7 506 000 |

## Compagnies et destinations
| Compagnies | Destinations |
| ---------- | --- |
| Ryanair    | - Alicante-Elche, - Amman-Reine-Alia, - Berlin-Brandebourg, - Billund, - Bordeaux-Mérignac, - Bucarest-H. Coandă, - Budapest-Ferenc Liszt, - Charleroi Bruxelles-Sud, - Chișinău, - Comiso, - Cork, - Crotone, - East Midlands, - Eindhoven, - Fès-Saïss, - Francfort-Hahn, - Cracovie-Jean-Paul II, - Malaga-Costa del Sol, - Malte, - Marrakech-Ménara, - Palma de Majorque, - Paris-Beauvais, - Porto-F. Sá-Carneiro, - Poznań (Posnanie)-H. Wieniawski, - Prague-Václav-Havel, - Riga, - Séville-San Pablo, - Prague-Václav-Havel, - Séville-San Pablo, - Sibiu, - Sofia-Vrajdebna, - Tallinn, - Tel Aviv - Ben Gourion, - Ténériffe-Sud Reine Sofia, - Thessalonique-Makedonía, - Trapani-V. Florio (Birgi), - Valence, - Varsovie-Modlin (Mazovie), - Vilnius En saison : - Brindisi Papola/Casale, - Bristol, - Corfou-I. Kapodístrias, - Édimbourg, - Gdańsk-L. Wałęsa, - Ibiza, - Kos, - La Canée I.-Daskaloyánnis, - Split, - Las Palmas/Gran Canaria, - Manchester, - Marseille-Provence, - Minorque-Mahón, - Paphos, - Saragosse, - Toulouse-Blagnac, - Wrocław-N. Copernic |
| Wizz Air   | - Bucarest-H. Coandă, - Chișinău, - Cluj-Napoca, - Iași, - Palerme Falcone-Borsellino, - Skopje, - Suceava, - Timişoara-T. Vuia, - Tirana |

Édité le 04/10/2019. Actualisé le 13/01/2023.

## Statistiques

### En graphique
Pour des raisons techniques, il est temporairement impossible d'afficher le graphique qui aurait dû être présenté ici.

Voir la requête brute et les sources sur Wikidata.

### Passagers
| Année | Passagers |
| ----- | --------- |
| 2010  | 2 152 163 |
| 2011  | 1 077 505 |
| 2015  | 2 383 307 |
| 2017  | 3 015 057 |